# Manduca tucumana
Manduca tucumana är en fjärilsart som beskrevs av Rothschild och Jordan 1903. Manduca tucumana ingår i släktet Manduca och familjen svärmare. Inga underarter finns listade i Catalogue of Life.